# Warren Zevon
Warren William Zevon (24. ledna 1947 – 7. září 2003) byl americký rockový zpěvák a skladatel známý svými kontroverzními texty, často s politickou tematikou.
Mezi jeho nejznámější písně patří např. Werewolves of London, Lawyers, Guns and Money a Keep Me In Your Heart. Nejznámější deska je pravděpodobně album Excitable Boy, vydané roku 1978 a remasterované roku 2007.
Nazpíval coververze písní některých známých autorů jako je Leonard Cohen (First We Take Manhattan) nebo Bob Dylan (Knockin' on Heaven's Door).

## Diskografie

### Studiová alba
- Wanted Dead or Alive – 1969
- Warren Zevon – 1976
- Excitable Boy – 1978
- Bad Luck Streak in Dancing School – 1980
- The Envoy – 1982
- Sentimental Hygiene – 1987
- Transverse City – 1989
- Hindu Love Gods – 1990
- Mr. Bad Example – 1991
- Mutineer – 1995
- Life'll Kill Ya – 2000
- My Ride's Here – 2002
- The Wind – 2003

### Záznamy koncertů
- Stand in the Fire – 1980
- Learning to Flinch – 1993

### Kompilace
- A Quiet Normal Life: The Best of Warren Zevon – 1986
- I'll Sleep When I'm Dead (An Anthology) – 1996
- Genius: The Best of Warren Zevon – 2002
- The First Sessions – 2003
- Reconsider Me: The Love Songs – 2006
- Preludes: Rare and Unreleased Recordings – 2007